# Juan Bautista Alberdi (Argentine)
Pour les articles homonymes, voir Juan Bautista Alberdi.
Juan Bautista Alberdi est une localité argentine située dans le partido de Leandro N. Alem, dans la province de Buenos Aires, nommée d'après Juan Bautista Alberdi.

## Démographie
La localité compte 3 404 habitants (Indec, 2010), ce qui représente un déclin de 0,7 % par rapport au recensement précédent de 2001 qui comptait 3 440 habitants.

## Religion
| Diocèse  | Mercedes-Luján        |
| -------- | --------------------- |
| Paroisse | Inmaculada Concepción |